# Motor Lublin
Motor Lublin (offiziell Motor Lublin Spółka Akcyjna) ist ein professioneller polnischer Fußballverein aus Lublin. Der Verein wurde 1950 gegründet. In der Saison 2025/26 spielt der Verein die zweite Saison in Folge in der Ekstraklasa, der höchsten polnischen Fußballliga. Der erste Aufstieg aus der zweitklassigen 1. Liga seit 32 Jahren erfolgte am 2. Juni 2024 durch einen 1:2-Auswärtssieg im Playoffspiel gegen den Ligakonkurrenten Arka Gdynia.

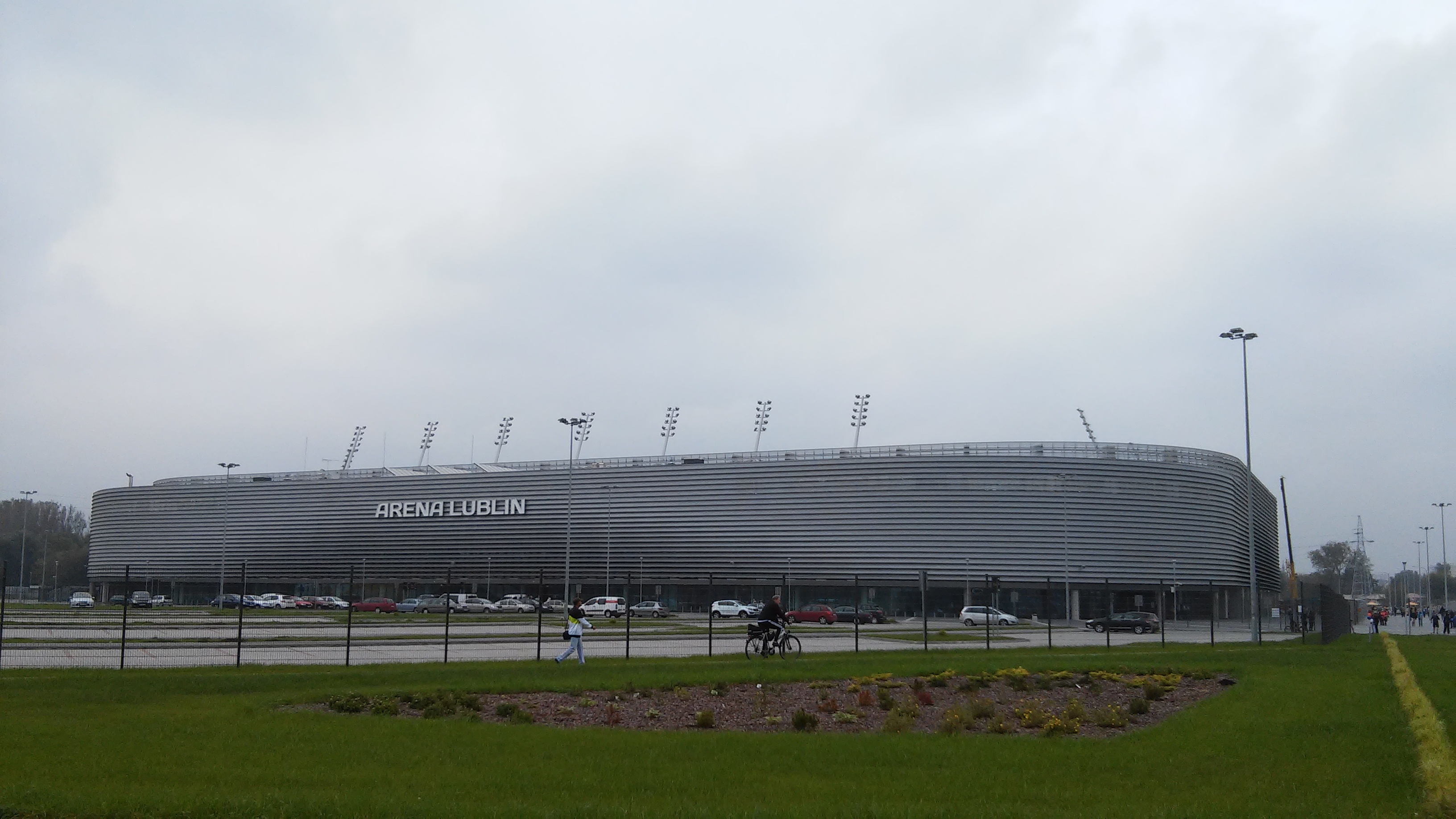
Die im September 2014 eröffnete Arena Lublin

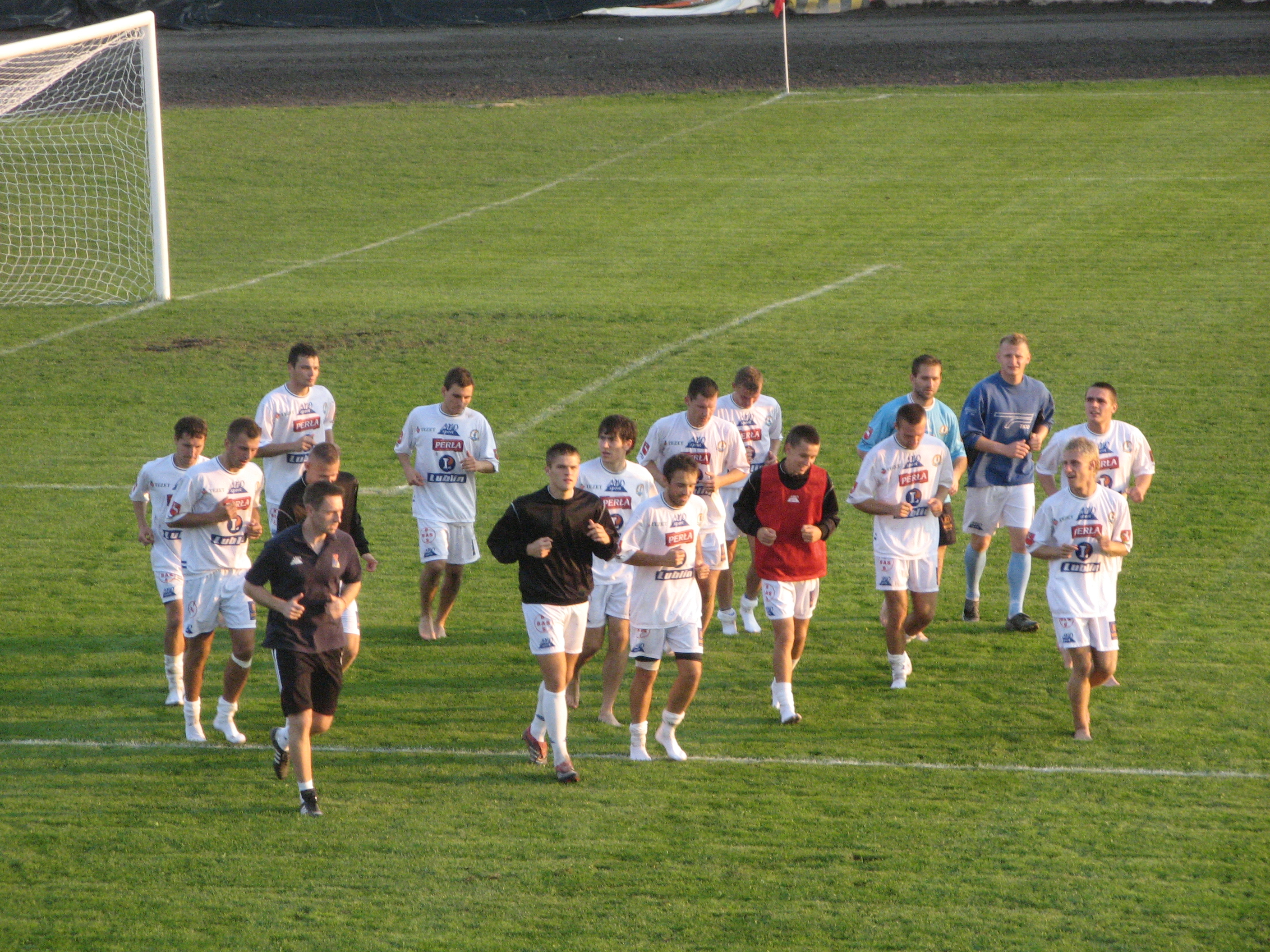
Training bei Motor Lublin

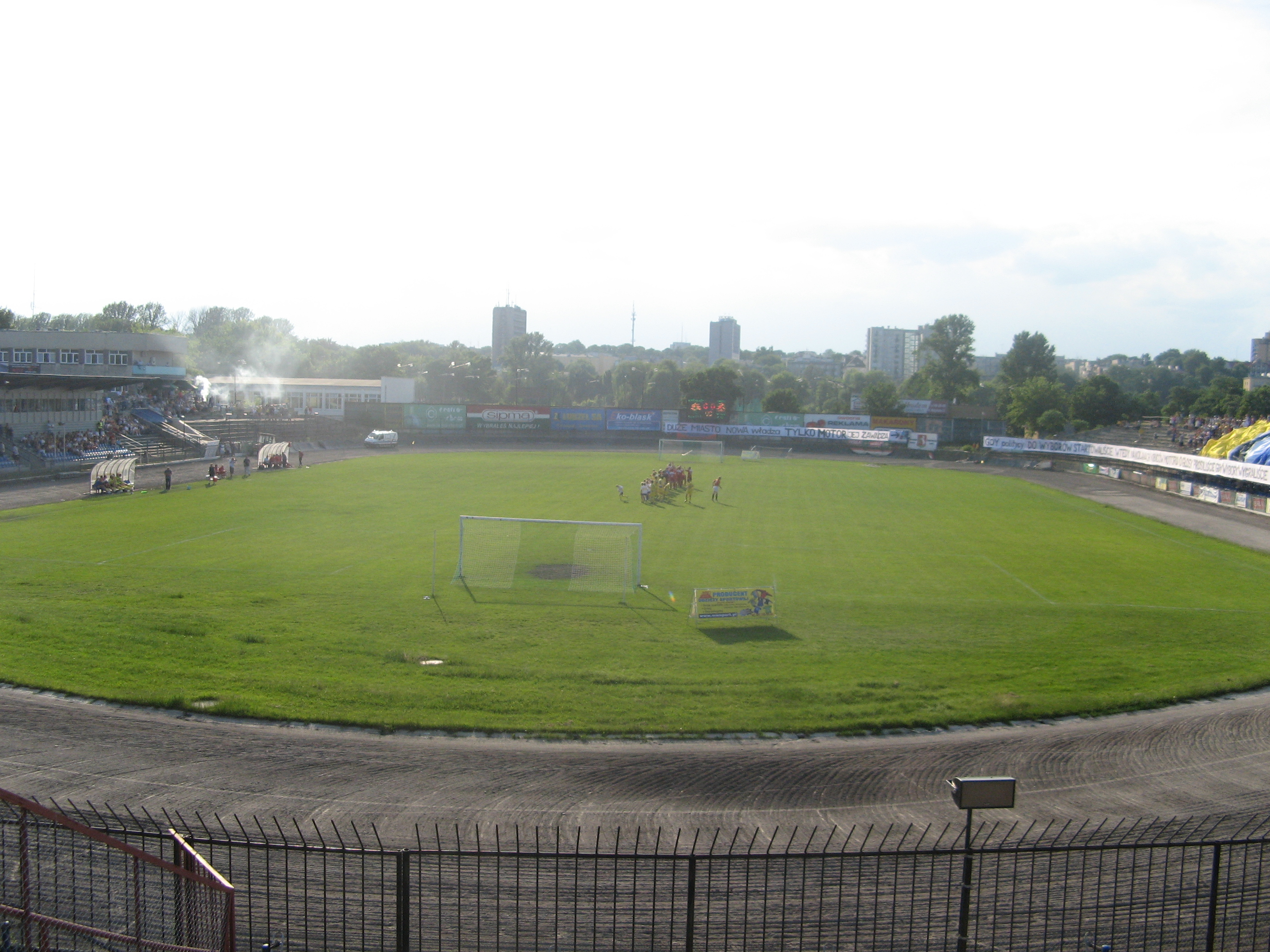
Das alte Stadion MOSiR-Bystrzyca

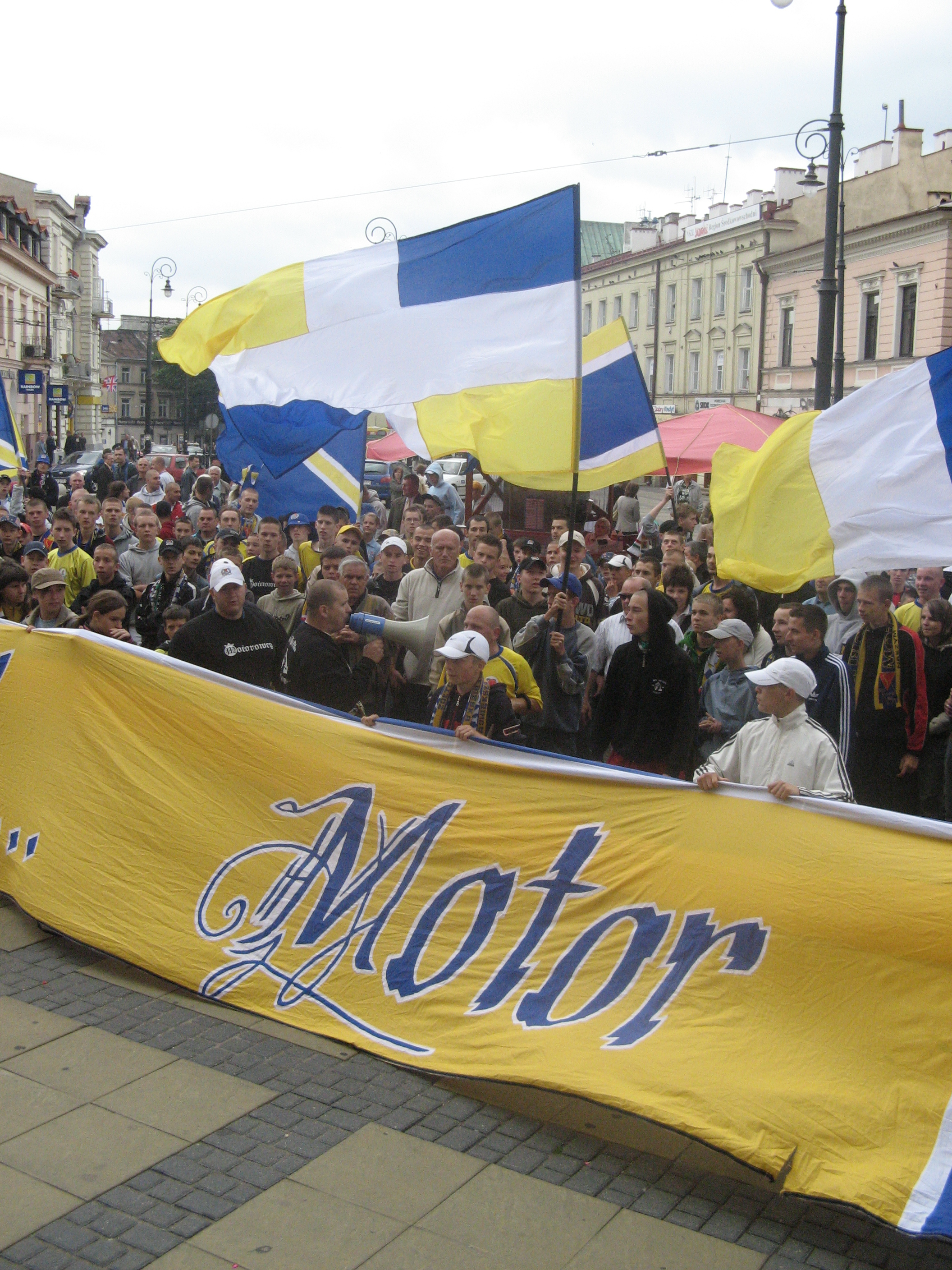
Motor-Fans

## Namensänderungen
- bis 1950: Metalowiec Lublin
- ab 1950: ZKS Stal Lublin
- ab 1957: Robotniczy Klub Sportowy Motor Lublin
- ab 1998: Lubelski Klub Piłkarski Motor Lublin
- seit 2010: Motor Lublin Spółka Akcyjna

## Erfolge

### Ekstraklasa
- 9. Platz: 1984/85

### Puchar Polski
- Viertelfinale: 1978/79 und 1981/82

### Polnische U-19-Meisterschaft
- Sieger: 1971
- Halbfinale: 1970

### Intertoto Cup
- 1982 – gegen Lyngby BK, MSV Duisburg und FC Luzern

## Statistik

### Ekstraklasa
- 10 Saisons in der Ekstraklasa:
  - 1980/81 – 11. Platz
  - 1981/82 – 16. Platz
  - 1983/84 – 10. Platz
  - 1984/85 – 9. Platz
  - 1985/86 – 13. Platz
  - 1986/87 – 16. Platz
  - 1989/90 – 13. Platz
  - 1990/91 – 10. Platz
  - 1991/92 – 15. Platz
  - 2024/25 – 7. Platz
  - 2025/26 –

### 1. Liga
- 23 Saisons in der 1. Liga:
  - 1965/66 – 15. Platz
  - 1968/69 – 9. Platz
  - 1969/70 – 12. Platz
  - 1970/71 – 6. Platz
  - 1971/72 – 13. Platz
  - 1973/74 – 2. Platz
  - 1974/75 – 3. Platz
  - 1975/76 – 3. Platz
  - 1976/77 – 4. Platz
  - 1977/78 – 6. Platz
  - 1978/79 – 8. Platz
  - 1979/80 – 1. Platz
  - 1982/83 – 1. Platz
  - 1987/88 – 9. Platz
  - 1988/89 – 2. Platz
  - 1992/93 – 3. Platz
  - 1993/94 – 5. Platz
  - 1994/95 – 5. Platz
  - 1995/96 – 18. Platz
  - 2007/08 – 12. Platz
  - 2008/09 – 15. Platz
  - 2009/10 – 18. Platz
  - 2023/24 – 4. Platz

## Kader 2024/25
Stand: 24. März 2025
| Nr. |             | Position | Name                   |
| --- | ----------- | -------- | ---------------------- |
| 1   | Polen       | TW       | Kacper Rosa            |
| 3   | Belgien     | AB       | Hervé Matthys          |
| 6   | Spanien     | MF       | Sergi Samper           |
| 7   | Rumänien    | ST       | Antonio Sefer          |
| 9   | Polen       | ST       | Kacper Wełniak         |
| 11  | Deutschland | ST       | Kaan Caliskaner        |
| 16  | Polen       | MF       | Franciszek Lewandowski |
| 17  | Polen       | AB       | Filip Wójcik           |
| 18  | Polen       | ST       | Arkadiusz Najemski     |
| 19  | Niederlande | ST       | Bradly van Hoeven      |
| 21  | Polen       | MF       | Jakub Łabojko          |
| 22  | Senegal     | MF       | Christopher Simon      |
| 24  | Polen       | AB       | Filip Luberecki        |
| 26  | Polen       | ST       | Michał Król            |
| 28  | Polen       | AB       | Paweł Stolarski        |
| 30  | Senegal     | ST       | Mbaye Ndiaye           |
| 33  | Slowenien   | TW       | Gašper Tratnik         |

| Nr. |            | Position | Name                |
| --- | ---------- | -------- | ------------------- |
| 34  | Polen      | AB       | Arkadiusz Murzacz   |
| 37  | Frankreich | MF       | Mathieu Scalet      |
| 39  | Slowakei   | AB       | Marek Bartoš        |
| 40  | Kroatien   | TW       | Ivan Brkić          |
| 42  | Polen      | AB       | Bright Ede          |
| 45  | Polen      | TW       | Oskar Jeż           |
| 47  | Polen      | AB       | Krystian Palacz     |
| 51  | Polen      | TW       | Igor Bartnik        |
| 53  | Polen      | TW       | Łukasz Budziłek     |
| 55  | Polen      | MF       | Marcel Gąsior       |
| 68  | Polen      | MF       | Bartosz Wolski      |
| 74  | Polen      | AB       | Kamil Kruk          |
| 77  | Polen      | ST       | Piotr Ceglarz       |
| 90  | Slowakei   | ST       | Samuel Mráz         |
|     | Polen      | ST       | Sebastian Sikora    |
|     | Frankreich | ST       | Jean-Kévin Augustin |

## Spieler

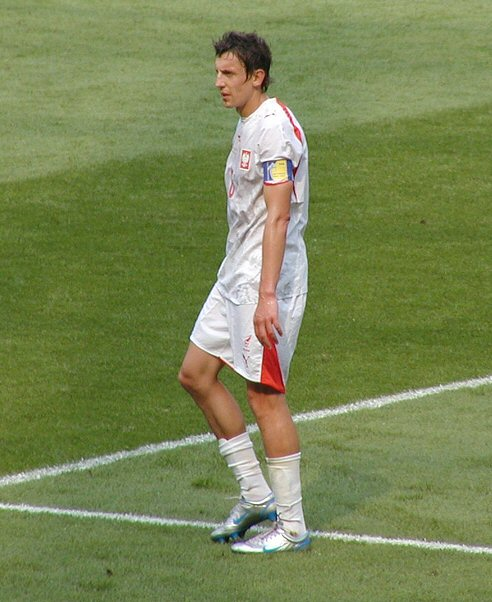
Jacek Bąk

- Władysław Żmuda (1960–1972) Jugend, (1970–1972) Spieler,
- Zygmunt Kalinowski (1979–1981, 1982–1987)
- Roman Dębiński (1980–1985, 1986)
- Piotr Nowak (1986–1987)
- Jacek Bąk (1989–1992)
- Tomasz Brzyski (2018–   )

## Trainer
- Roman Dębiński (1995, 2003–2005)

## Klubrekorde
- Debüt in der Ekstraklasa: 17. August 1980 gegen Zagłębie Sosnowiec (1:1)
- Höchster Sieg in der Ekstraklasa: 5:1 gegen FKS Stal Mielec im Jahr 1981
- Höchste Niederlage in der Ekstraklasa: 6:0 gegen GKS Katowice im Jahr 1986